# Nes (Vágur)
Nes is een dorp dat behoort tot de Vágs kommuna in het zuidwesten van het eiland  Suðuroy op de Faeröer. Nes heeft 30 inwoners. De postcode is FO 925. De naam Nes betekent Kaap in het Faeröers. Er is ook nog een ander dorp met de naam Nes op de Faeröer, op het eiland Eysturoy (Zie: Nes (Eysturoy)). 